# 常庄民居
常庄民居，又称常庄古民居建筑群，位于山东省东平县接山镇常庄村。是中华人民共和国山东省省级文物保护单位之一。
2010年，列入第三批泰安市文物保护单位。2013年，列入第四批山东省文物保护单位，该文物保护单位是一座古民居建筑群。同时，近现代重要史迹东进支队办公室被并入常庄民居。